# Technomyrmex strenuus
Technomyrmex strenuus is een mierensoort uit de onderfamilie van de Dolichoderinae. De wetenschappelijke naam van de soort is voor het eerst geldig gepubliceerd in 1872 door Mayr.